# Centre des congrès Pierre Baudis
Pour les articles homonymes, voir Centre des congrès.
Le centre de congrès Pierre Baudis est un centre des congrès de la ville de Toulouse situé dans le quartier Compans Caffarelli en Haute-Garonne dans la région Occitanie.

## Présentation
Inauguré le 6 octobre 1997, le centre des congrès Pierre Baudis est un lieu pour accueillir des manifestations locales nationales et internationales tel que : séminaire, congrès, convention, dîner de gala, expositions... 
Il dispose 6000 m² de surface modulables organisé sur 6 niveaux et il peut accueillir dans différents salons de 50 personnes jusqu'à 1 200 personnes dans L’espace Concorde au niveau 1.  

## Évènements
- Journées de neurologie de Langue Française
- Conférence internationale sur le climat urbain
- Forum de l'interconnexionet du packaging
- International cytomégalovirus congress[4]
- Toulouse Space Show[5]
- ICUC9 9ème conférence internationale sur le climat urbain[6]
- Centre de vaccination départemental et municipal dans le cadre de la lutte contre la Covid-19

## Transport en commun
Accès avec les transports en commun de Toulouse (station de métro Compans-Caffarelli), bus lignes n°1, n°16, n°70 & n°71 il est aussi relier par la navette de l'aéroport de Toulouse Blagnac.

## Exploitant
L'exploitant est la société de communication (groupe d'entreprise) groupe GL Events. Depuis 2002, la société gère le centre des congrès Pierre Baudis ainsi que le parc des expositions. En 2022, elle est remplacée par la société Montpellier Events.